# مارك وايلدمان
مارك وايلدمان (بالإنجليزية: Mark Wildman)‏ هو لاعب سنوكر بريطاني، ولد في 25 يناير 1936 في إنجلترا في المملكة المتحدة. فاز ببطولة العالم للبليارد للمحترفين في 1984، وحل في المركز الثاني في 1980 و1982.

## روابط خارجية
- مارك وايلدمان على موقع CueTracker.net (الإنجليزية)